# 仲里依紗
仲里依紗（日语：／ Naka Riisa */?，1989年10月18日—）是日本女演員、藝人、模特兒、YouTuber。日本長崎縣出身，隸屬的經紀公司為Amuse。丈夫是演員中尾明慶。

## 人物
祖父是瑞典人，頭髮和祖父一樣是亞麻色。血型為B型，日出高等學校畢業。
時尚雜誌「CANDy」的模特兒。因擔任動畫片「穿越時空的少女」中主角的配音而被人認識。擅長日本舞蹈、游泳和彈鋼琴。 
進入演藝圈的契機是因妹妹隨意寄送其照片到少女漫畫雜誌「Ciao」的形象代言人徵選，通過最後的選拔。隸屬於Amuse。 
獲得第30屆「橫濱電影節」最優秀新人獎。 
2013年3月21日，與演員中尾明慶訂婚，當時已懷有3個月身孕。4月18日，兩人宣布結婚。10月4日，兒子出生。
2025年4月11日，她宣佈終止與 Amuse 的專屬合約，以個人名義自由發展。

### 雜項
名字是由喜歡達文西舉世名作《蒙娜麗莎的微笑》的祖父命名。喜歡穿華麗的衣服，特別是豹紋系列。

## 演出

### 連續劇
- 我的老大，我的英雄（2006年7月8日 - 9月16日，日本電視台）：飾 千葉茜
- 役者魂!（日语：役者魂!）（2006年，富士電視台）
- 綠色椰菜花（日语：ブロッコリー (テレビドラマ)）（2007年1月20日，富士電視台）：飾 新藤和美
- 超人力霸王梅比斯 第40話（2007年1月20日，中部日本放送）：飾 ナオコ
- 真愛開玩笑（2007年4月15日 - 6月24日，TBS電視台）：飾 廣瀨香戀
- Sexy Voice and Robo（日语：セクシーボイスアンドロボ#テレビドラマ） Voice 5（2007年，日本電視台）：飾 繪里
- 姿三四郎（2007年5月8日，東京電視台）
- 貧窮男子（2008年1月15日 - 3月11日，日本電視台）：飾 新城菫
- 野性之聲（2008年7月31日・8月1日，NHK）：飾 劉美香，主演
- 81diver（2008年5月3日 - 7月19日，富士電視台）：飾 中靜そよ
- 學校學不到的事（2008年7月15日 - 9月16日，日本電視台）：飾 横山永璃
- 衝浪餐廳（日语：the波乗りレストラン）（2008年11月1日 - 11月9日，日本電視台）：飾 相澤典子
- 神之雫（2009年1月13日 - 3月10日，日本電視台）：飾 紫野原雅
- 極道幫幫忙（日语：任侠ヘルパー）（2009年7月9日 - 9月17日，富士電視台）：飾 美空晴菜
  - 極道幫幫忙SP（2011年1月9日，富士電視台）：飾 美空晴菜
- 不良仔與眼鏡妹（2010年4月23日 - 6月25日，TBS電視台）：飾 足立花
- 日本人也不知道的日本語（2010年，日本電視台）：飾 嘉纳春子
- 得到幸福吧（2011年，富士電視台）：飾 櫻木まりか
- LUCKY7 女王偵探社（2012年1月16日 - 3月19日，富士電視台）：飾 水野飛鳥
  - 幸運7人組特別篇（2013年1月3日，富士電視台）飾演 水野飛鳥
- 鶴龜助產院～來自南方小島〜（2012年8月28日 - 10月16日，NHK）：飾 小野寺瑪莉亞
- 昨夜的咖喱 明日的麵包（2014年10月5日，NHK BSプレミアム）：飾 寺山徹子
- 今天不上班（2014年10月15日，日本電視台）：飾 大川瞳
- 連續劇W（WOWOW）
  - 忒彌斯的求刑（日语：テミスの求刑#テレビドラマ）（2015年5月10日）：飾 平川星利菜
  - 鐵證懸案～真相之門～ 第2集（2016年10月29日）：飾 比嘉ひとみ
  - Plage～稍微不良的合租公寓～（2017年8月12日 - 9月9日）：飾 小池美羽
  - Eerie 看不見的臉（日语：イアリー_見えない顔）（2018年8月4日 - 9月8日）：飾 水島麗
  - 因為誤認那是愛（日语：それを愛とまちがえるから）（2019年2月9日 - 3月9日）：飾 逢坂朱里
- 共犯者（日语：共犯者 (松本清張)#2015年版）（2015年9月30日，東京電視台）：飾 竹岡良子
- 一千兆圓的贖金（日语：一千兆円の身代金#テレビドラマ）（2015年10月17日，富士電視台）：飾 今村淳子
- 富士家族（2016年1月2日，NHK綜合頻道）：飾 樋口愛子
- 逃跑的女人（日语：逃げる女 (2016年のテレビドラマ)）（2016年1月9日 - 2月13日，NHK）：飾 谷口美緒
- 最佳母女（日语：最高のオヤコ）（2016年1月10日，TBS電視台）：飾 さゆみ
- 獄門島（2016年11月19日，NHK BS Premium）：飾 早苗
- 大貧乏 第1話・2話（2017年1月8日・1月15日，富士電視台）：飾 野村梨沙
- 其實並不在乎你（2017年4月18日 - 6月20日，TBS電視台）：飾 有島麗華
- 黑革記事本（2017年7月20日 - 9月14日，朝日電視台）：飾 山田波子
- 外科医 大門未知子 Doctor-X 5 第4話（2017年11月2日，朝日電視台）：飾 內神田 四織
- 黑色十人的秋山（日语：黒い十人の秋山）（2017年12月26日，東京電視台）：飾 桐島さなえ
- Holiday Love（日语：ホリデイラブ 〜夫婦間恋愛〜#テレビドラマ）（2018年1月26日 - 3月16日，朝日電視台）：飾 高森杏壽
- 炎上辯護律師（2018年12月15日，NHK）：飾 日下部朋美
- 遠藤憲一和宮藤官九郎之讓我受教 第2話（2018年11月19日，WOWOW）：飾 仲里依紗
- 水果宅急便（日语：フルーツ宅配便#テレビドラマ）（2019年1月12日 - 3月30日，東京電視台）：飾 本橋惠美
- 兩個祖國（日语：二つの祖国#2019年版）（2019年3月23日・24日，東京電視台）：飾 天羽艾美（Emmy）[6]
- 東京獨身男子（2019年4月13日 - 6月8日，朝日電視台）：飾 三好和奈[7]
- （2020年1月14日 - 3月17日，關西電視台）：飾 石川菜七子[8]
- 纏繞之女～五個地獄篇（日语：まとわりつくオンナ〜五つの地獄編） 第2話（2020年3月5日，TBS電視台）：飾 亞美[9]
- 美食偵探 明智五郎 第4話・7話 - 9話（2020年5月3日・6月14日 - 28日，日本電視台）：飾 [10]
- 連續電視小說（NHK）
  - 歡呼（2020年5月8日 - 11月27日）：飾 梶取惠
  - 御飯團（2024年9月30日 - 2025年3月28日）：飾 米田步
- Living 第3話（2020年6月6日，NHK綜合）
- 戀愛的母親們（日语：恋する母たち#テレビドラマ）（2020年10月23日 - 12月18日，TBS電視台）：飾 蒲原まり
- 童話法庭（日语：昔話法廷)）「桃太郎」（2021年3月29日，NHK教育頻道）
- 今際之國的闖關者（2020年12月10日，Netflix）：飾 加納未來
  - 今際之國的闖關者 第2季（2022年12月22日，Netflix）
- 櫻之塔（2021年4月15日 - 6月10日，朝日電視台）：飾 千堂優愛
- TOKYO MER～行動急診室～（2021年7月4日 - 9月12日，TBS電視台）：飾 高輪千晶
  - TOKYO MER〜隅田川任務〜（2023年4月16日）
- 大奥「5代・徳川綱吉×右衛門佐 篇」（2023年2月7日・2月14日・2月21日，NHK綜合頻道）：飾 德川綱吉
- 我們離婚吧（2023年6月22日，Netflix）：飾 黒澤ゆい
- 極度不妥！（2024年1月26日 - 3月29日，TBS電視台）：飾 犬島渚
  - 極度不妥！ 特別篇（2026年春）
- Actor’s Short Film 4（日语：アクターズ・ショート・フィルム#アクターズ・ショート・フィルム4） 「撮影/鏑木真一」（2024年3月15日，WOWOW）：導演、劇本
- 第19號病歷表 第1話（2025年7月13日，TBS電視台）：飾 黒岩百々

### 手機劇
- パーティーは終わった （2011年2月1日 - 5月16日，BeeTV）飾演 十朱

### 電影

#### 真人演出
- （2006年）飾演 奥村夕希
- （2007年3月17日）飾演 糸井由美
- （2007年）主演
- 在遙遠彼方的小千（2008年1月19日）飾演 歌島千草
- （2008年3月1日）飾演 五十嵐茜
- （2008年7月5日）飾演 磯部咲子
- （2009年2月21日）飾演 メメ
- （2009年5月30日）飾演 中谷涼子
- 穿越时空的少女（2010年3月13日）飾演 芳山あかり
- 斑馬人2（2010年5月1日）飾演 斑馬女王 / 相原ユイ
- 桃花期（2011年9月23日）飾演 愛
- 浮雲教我的事（日语：ハラがコレなんで）（2011年11月5日）飾演 原光子
- 海猿：東京灣空難（2012年7月13日）飾演 矢部美香
- 鼴鼠之歌（2014年2月15日）飾演 純奈
  - 鼴鼠之歌2：香港狂騷曲（2016年12月23日）
- 羊與鋼之森（2018年6月8日）飾演 濱野繪里
- 我的爸爸是壞蛋冠軍（2018年9月21日）飾演 大場ミチコ
- 我，為愛而活（日语：生きてるだけで、愛。）（2018年11月9日）飾演 安堂
- 售春之人（日语：はるヲうるひと）（2019年）飾演 真柴伊吹
- 電影版TOKYO MER：行動急診室（2023年4月28日）飾演 高輪千晶
- 白鍵與黑鍵之間（2023年10月6日）飾演 千香子
- 工作細胞（2024年12月13日）飾演 NK細胞

#### 聲音演出
- 跳躍吧！時空少女（2006年7月15日、角川映畫）配音 紺野真琴
- 街頭霸王：春麗傳（2009年）配音 春麗（Kristin Kreuk）
- 夏日大作戰（2009年8月1日、日本華納兄弟）配音 陣内由美
- 飛機總動員（2013年）配音 羅謝爾（Rochelle）
- 魔髮精靈唱遊世界（2020年）配音 芭碧女王（Queen Barb）
- 變形金剛：萬獸崛起（2023年）配音 艾蓮娜（Elena）
- 閣樓的拉傑（2023年）配音 エミリ[11]

## 舞台
- ふたり（2004年8月1日 - 11日、全労済ホール/スペースゼロ，8月19日 - 21日、リサイタルホール）
- KANSAI SUPER SHOW「七人の侍」（2010年10月20日 - 21日、有明コロシアム）
- 髑髏城の七人（2011年8月7日 - 24日、梅田芸術劇場 / 9月5日 - 10月10日、青山劇場）- 飾 沙霧

## 奖项
| 年份 | 作品                     | 奖项                              | 結果 |
| ---- | ------------------------ | --------------------------------- | ---- |
| 2010 | 《不良仔與眼鏡妹》       | 第65回日劇學院賞最佳女配角        | 提名 |
| 2016 | 《逃跑的女人》           | 第3回CONFiDENCE日劇大獎最佳女配角 | 獲獎 |
| 2016 | 《其实并不在乎你》       | 第93回日劇學院賞最佳女配角        | 提名 |
| 2017 | 《其实并不在乎你》       | 东京电视节最佳女配角              | 獲獎 |
| 2024 | 《不合适也要有个限度！》 | 第119回日劇學院賞女最佳女配角     | 提名 |